# Arctech Helsinki Shipyard
Die Arctech Helsinki Shipyard ist eine Werft in Helsinki, die 2010 aus einem Joint Venture zwischen STX Finland Cruise Oy und der United Shipbuilding Corporation (USC) entstand. Sie befindet sich in Hietalahti, einem Stadtteil von Helsinki.

## Geschichte
Die Werft in Helsinki geht zurück auf das Unternehmen Helsingfors Skeppsdocka, das 1865 gegründet wurde. 1894 wurde sie in Hietalahden Sulkutelakka ja Konepaja umbenannt. Im Jahr 1936 wurde die Werft an Wärtsilä verkauft. 
1989 wurde das Unternehmen Masa-Yards gegründet, welches die Werft übernahm. 1991 wurde Masa-Yards von der norwegischen Kvaerner ASA übernommen und die Werft in Kvaerner Masa-Yards umbenannt. Zu Kvaerner Masa-Yards gehörte daneben auch die Werft in Turku. 2004 fusionierte Kvaerner Masa-Yards mit Aker Finnyards und das Unternehmen wurde in Aker Finnyards Oy umbenannt. 2006 wurde hieraus Aker Yards. 2009 übernahm STX Europe Aker Finnyards. 
Die Joint-Venture-Vereinbarung zwischen STX Finland Cruise Oy und der russischen United Shipbuilding Corporation (USC) zum Kauf von 50 % der Hietalahti-Werft wurde im Dezember 2010 unterzeichnet. Die daraus entstandene Arctech-Helsinki-Werft begann ihre Tätigkeit am 1. April 2011. Am 30. Dezember 2014 übernahm die USC die zweite Hälfte der Anteile von STX Europe und war daraufhin der alleinige Eigentümer der Arctech-Helsinki-Werft.
2019 wurde die Werft an Algador Holdings verkauft und in Helsinki Shipyard umbenannt.

## Bauprogramm

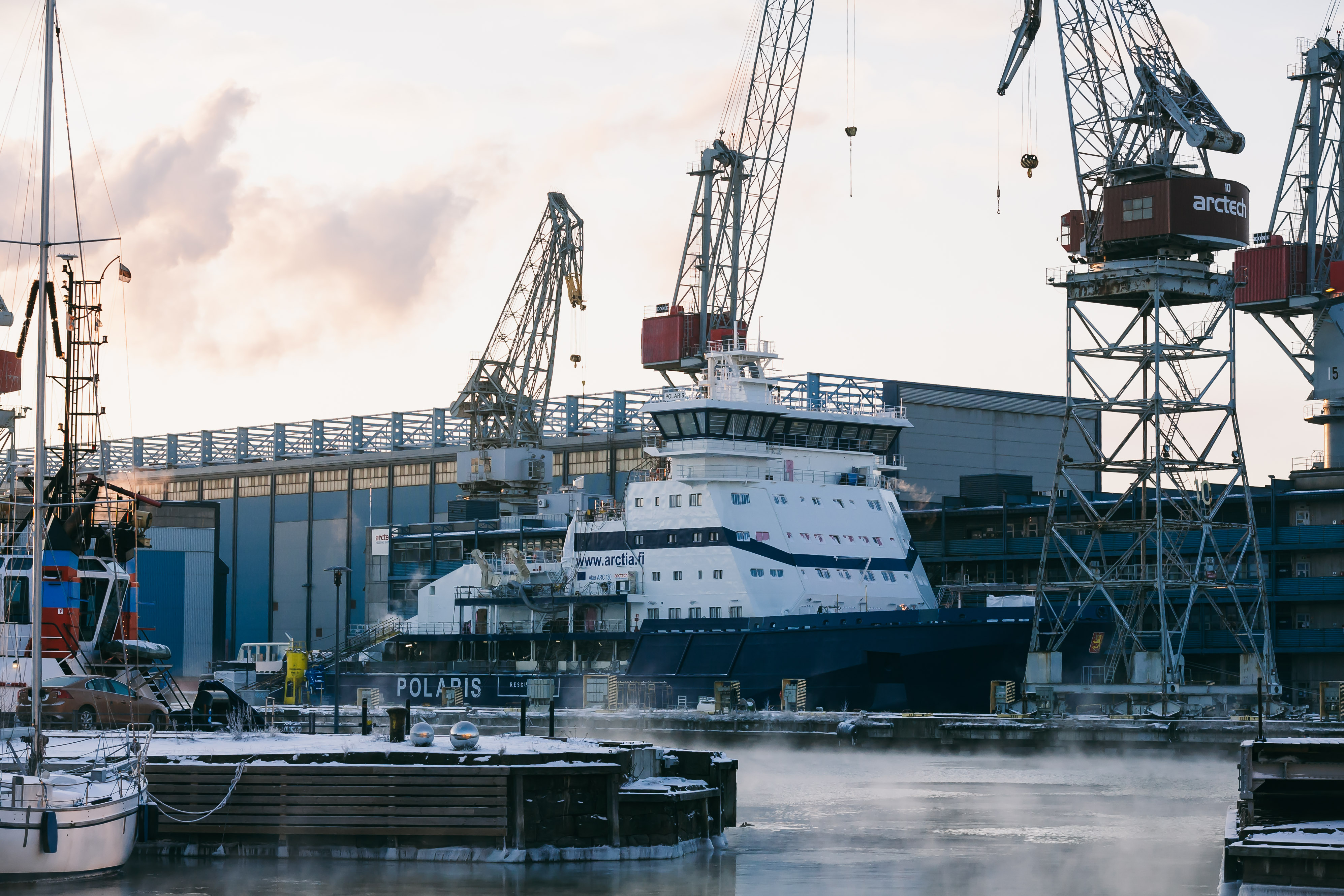
Neubau Polaris 2016 in der Arctech-Helsinki-Werft

Die Werft hat sich auf den Bau von Eisbrechern und anderen Schiffen mit hoher Eisklasse spezialisiert. Ab Dezember 2015 lieferte die Arctech-Helsinki-Werft vier neue Schiffe (Baunummern 506 bis 509) ab. Die Werft verfügte über fünf Neubauaufträge (510 bis 514), die bis zum Jahr 2017 reichten.
Koordinaten: 60° 9′ 18″ N, 24° 55′ 38″ O